# Tužice
Tužice (deutsch Tuschitz) ist eine Gemeinde in Tschechien. Sie liegt sieben Kilometer südlich von Plánice und gehört zum Okres Klatovy.

## Geographie
Tužice befindet sich im Quellgebiet zweier kleiner Zuflüsse zum Bach Černíčský potok in der Blatenská pahorkatina (Bergland von Blatna). Gegen Südwesten liegt der Teich Hnáň. Nördlich erheben sich die Malá hora (604 m), die Mýť (603 m) und die Hora (675 m), im Nordosten die Vlčí hora (588 m), südöstlich die Levina (575 m), im Süden die Černava (563 m), südwestlich der Hradec (612 m), der Stráž (716 m) und der Vidhošť (759 m), im Westen der Hlubeč (565 m), die Malá Skalice (573 m) und die Hůrka (599 m) sowie im Nordwesten der Hrad (583 m), die Ostrá (585 m) und die Kloudova hora (604 m). 400 Meter südlich von Tužice verläuft die Straße I/22 zwischen Klatovy und Horažďovice, von der eine Stichstraße in das Dorf führt.
Nachbarorte sind Plichtice, Přebořice, Šiplík und Zborovy im Norden, Camberov, Žďár und Velenovy im Nordosten, Zahrádka, Stříbrné Hory und Nalžovy im Osten, Bažantnice, Černíč, Letovy und Buzník im Südosten, Letovský Mlýn, Sedlečko, Čejkovy und Zbynice im Süden, Ústaleč, Valcha und Mladice im Südwesten, Zavlekov im Westen sowie Bradava, Nová Plánice und Hnačov im Nordwesten.

## Geschichte
Die erste urkundliche Erwähnung von Tužice erfolgte 1361 im Zuge der Regelung des Erbes von Ondřej Buchta von Lhota, bei der vor dem Amt Schüttenhofen auch die Brüder Dlouhomil und Ješek angehört wurden. Im Jahre 1374 überschrieb Bušek von Zavlekov auf Zavlekov seiner Frau Eliška die Dörfer Tužice, Zavlekov und Mladice, den Hof Mladice sowie verschiedene Kmetenhöfe als Morgengabe. Im Jahre 1404 kaufte Johann von Hirschstein (Jan z Herštejna) die Besitzungen. Dessen Sohn Wilhelm wehrte sich 1455 gegen den mit dem Tod der Eliška von Zavlekov verhängten Heimfall und versuchte seine Güter Zavlekov, Tužice, Přebořice und Buršice zu behalten. König Georg von Podiebrad beendete 1465 den Streit und sprach die Güter Wilhelm von Hirschstein (Vilém z Herštejna) zu, da dessen Vater sie öffentlich auf einem Markt erworben hatte. Jan Herštejnský von Welhartitz verkaufte die Güter 1480 an Půta Švihovský von Riesenberg, 1504 erbte dessen Sohn Břetislav den Besitz.
1543 erwarb Peter Zmrzlík von Schweißing das Gut Tužice und schloss es an seine Feste Neprachow (Neprochovy) an. Im Jahr darauf kaufte Zmrzlík auch noch die Güter Ústaleč, Buršice und Mladice auf. Ab 1553 gehörte die Herrschaft Neprachow gemeinschaftlich seiner Witwe und dem Sohn Zdeněk, der 1558 verstarb. Danach erbte Zdeněks Schwester Barbora die Herrschaft. Sie verstarb ebenfalls jung und vermachte Neprachow 1578 auf dem Sterbebett ihrem Mann Georg Lobkowicz von Hassenstein, der Neprachow mit seiner Herrschaft Ellischau (Nalžovy) vereinte. Dessen Witwe Hedwig, geborene Zajíc von Hasenburg, verkaufte die Herrschaft Ellischau mit Neprachow 1591 an Karl Švihovský von Riesenberg auf Přeštice. Ihm folgte sein Sohn Bedřich. Er kaufte 1602 den Fischteich Hnáň von den Dlauhowesky von Wlcznow. Bedřich Švihovský von Riesenberg erwarb sukzessive auch die umliegenden Güter Silberberg (Stříbrné Hory), Těchonice, Žďár, Radice, Velenovy, Ústaleč, Mladice, Buršice, Zahrádka, Letovy, Hradešice, Černice, Měřenice, Sedlečko, Strážovice, Plichtice und Hnačov.
Während des Ständeaufstandes wurde Bedřich Švihovský von Riesenberg 1618 in das Ständedirektorium gewählt; nach der Schlacht am Weißen Berg blieb er von jeglicher Strafe verschont. Sein Sohn, der Hauptmann des Prachiner Kreises und Vorsitzende des Obersten Gerichts des Königreiches Böhmen, Ferdinand Švihovský von Riesenberg erbte 1635 eine bislang vom Krieg verschonte und prosperierende Herrschaft. Danach erreichte der Dreißigjährige Krieg auch diese Gegend. In der berní rula von 1654 wurden noch zahlreiche Anwesen als wüst aufgeführt. 1679 erweiterte Ferdinand Švihovský die Herrschaft noch um das Gut Krutěnice. Ihm folgte sein verschwenderischer Sohn Jaroslav, der die Herrschaft Ellischau schließlich zu Beginn des 18. Jahrhunderts an seine Gläubiger abtreten musste.
1716 kaufte Norbert Graf von Pötting und Persing die Herrschaft. Ihm folgte Wenzel Maria Josef von Pötting und Persing, der die Herrschaft 1739 noch um die Güter Zavlekov und Svojše erweitern konnte. 1767 ist im Grundbuch von Tužice erstmals eine Schänke eingetragen. Im Jahre 1769 erwarb Franz Xaver Graf Taaffe die Herrschaft. Dieser verstarb 1803 ohne Nachkommen, das Erbe fiel seinem Neffen Rudolf Graf Taaffe zu. Ihm folgte Ludwig Graf Taaffe. Bis zur Mitte des 19. Jahrhunderts blieb das Dorf der Herrschaft Ellischau untertänig.
Nach der Aufhebung der Patrimonialherrschaften bildete Tužice/Tuschitz ab 1850 einen Ortsteil der Gemeinde Zavlekov im Gerichtsbezirk Planitz. 1855 erbte Karl Graf Taaffe den Großgrundbesitz, 1869 folgte dessen Bruder Eduard Graf Taaffe. Ab 1868 gehörte das Dorf zum Bezirk Klattau. 1895 erbte Heinrich Graf Taaffe das Gut. 1907 löste sich Tužice von Zavlekov los und bildete eine eigene Gemeinde. Eduard Karl Richard Taaffe, der 1928 die durch die Bodenreform stark reduzierten väterlichen Güter geerbt hatte, verkaufte sie 1936 wegen Überschuldung an den Prager Bankier František Müller. 1949 wurde Tužice dem neu gebildeten Okres Horažďovice zugeordnet, nach dessen Aufhebung kam es 1960 zum Okres Klatovy zurück. 1961 wurde Tužice erneut nach Zavlekov eingemeindet. Seit dem 1. Januar 1994 besteht die Gemeinde Tužice wieder.

## Gemeindegliederung
Für die Gemeinde Tužice sind keine Ortsteile ausgewiesen.

## Sehenswürdigkeiten
- Kapelle auf dem Dorfplatz